# Imperial Society of Teachers of Dancing
Imperial Society of Teachers of Dancing (ISTD) ist eine internationale Mitgliedsorganisation, die 1904 von Tanzlehrern in Großbritannien gegründet wurde.

## Geschichte
Die Gründung der Organisation resultierte durch ein im Jahr 1904 stattgefundenen Treffen von 200 Tanzlehrern im Hotel Cecil, im Londoner Distrikt Covent Garden. Die Lehrer erkannten während dieser Zusammenkunft, dass es einer Organisation zum Schutz ihrer Interessen und zur Festlegung von Lehrstandards bedarf und beschlossen die Gründung, die sie kurze Zeit danach, am 25. Juli 1904 im Hotel Cecil vollzogen. Zum ersten Präsidenten wurde Robert Morris Crompton gewählt. Die Mitglieder trafen sich ab 1906 in Abständen zu Kongressen. Seit 1907 gibt die Organisation eine Publikation mit dem Namen Dance Journal, das heutige DANCE Magazine heraus. 1924 entstand die bis in die Gegenwart bestehende Struktur mit Fakultäten, entsprechend  einzelner Tanzformen bzw. -techniken. Erste Fakultäten waren u. a.: Gesellschaftstanz,  Klassisches Ballett, Klassischer Griechischer Tanz und Natürliche Bewegung.

## Fakultäten
Der ISTD besteht aktuell aus folgenden 12 Fakultäten:

### Bühnentanz
- Klassisches Ballett
- Klassisches Ballett (Ceccetti-Methode)
- Klassischer Griechischer Tanz
- Klassischer Indischer Tanz
- Europäische Volkstänze
- Stepptanz
- Modern Dance

### Tanzsport
- Lateinamerikanische Tänze (Gesellschafts- bzw. Turniertänze)
- Standardtänze (Gesellschafts- bzw. Turniertänze)
- Disco-, Freestyle- und Rock ’n’ Roll-Tanz
- Latin(american) Club Dance (z. B.: Salsa, Tango, Merengue usw.)
- Sequence Dance (z. B.: Reigen, Line Dance und Square Dance)